# Poblada de abril de 1984
La poblada de abril de 1984 fue una serie de protestas durante los días 23, 24 y 25 de abril de 1984 en República Dominicana durante el gobierno de Salvador Jorge Blanco del Partido Revolucionario Dominicano (PRD)  ante los altos precios de los alimentos de primera necesidad, la corrupción política imperante, la devaluación del peso dominicano y la firma de un acuerdo con el Fondo Monetario Internacional (FMI).
El nombre de "poblada" a las protestas le fue dado por el profesor Juan Bosch.

## Inicio

### Antecedentes
En 1981 la crisis presupuestaria obligó al gobierno a limitarse económicamente y a adoptar las primeras medidas de austeridad, lo que se complicaba con el aumento de los precios del petróleo y por ende con el encarecimiento de los productos de primera necesidad.
Los acuerdos suscritos con el Fondo Monetario Internacional bajo el mandato de Salvador Jorge Blanco en 1983, dispuso un acuerdo de facilidad ampliada (EFF), con un equivalente de US$405.9 millones, el mayor monto aprobado por el FMI al país hasta ese momento.
El acuerdo resultado del Gobierno con el FMI,  buscaba renegociar la deuda externa del país. Entre las medidas que causaron mayor descontento en la población, fue la aplicación del impuesto de valor agregado a los productos o ITBIS, la reducción o eliminación de subsidios públicos a la población agrícola y la liberación del mercado cambiario.
Esta medida provocó la reducción de los salarios de los empleados públicos, el alza de los productos básicos y la devaluación del peso dominicano frente al alza desproporcionada del precio dólar, provocó que a finales del 1983 médicos, maestras y enfermeras iniciaran huelgas y manifestaciones callejeras, que terminaron en estallido la mañana del 23 de abril del año siguiente.

### Las Protestas
La protesta de abril de 1984  enarbolada por el FMI era la propuesta de los economistas formados en la Escuela Económica de Chicago (Chicago Boys), y que encabezaba el Premio Nobel de Economía Milton Friedman, la cual planteaba que en medio de la conmoción y confusión interna se pueden hacer reformas impopulares que recuperen la economía.

El lunes 23 de abril de 1984 los barrios marginados de Santo Domingo y el interior del país iniciaron un levantamiento popular que culminó tres días después con un saldo de cientos de personas muertas (más de 500 muertos). El levantamiento popular bautizado por el profesor Juan Bosch como “poblada”, estuvo precedido de más de un año de denuncias y protestas en todo el país por parte de los Comités de Lucha Popular (CLP), dirigidos por la izquierda, y las comunidades Cristianas de Base (CCB), influenciadas por sacerdotes católicos militantes de la Teología de la Liberación, en contra las negociaciones que el gobierno de Jorge Blanco realizaba con el Fondo Monetario Internacional (FMI), que estrenaba en América Latina la llamada “Política de Shock”.
En los meses de enero y febrero de 1984, la inflación se disparó en un 700%, lo que se tradujo en un aumento de los precios de los productos básicos. Estos factores, unidos a otros provocaron una manifestación popular espontánea cuando el martes 24 de abril de ese año el pueblo se lanzó a las calles. Finalmente las protestas terminaron con la muerte de cientos de personas y miles de personas apresadas, pues Jorge Blanco luego de relevar la policía de lidiar con los manifestantes ordenó a las fuerzas armadas atacar la población civil lo que culminó con una horrenda masacre.
Los reportes de las radioemisoras más populares de entonces Radio Mil, Radio Popular y Radio Comercial, despertaron a la población dominicana informando de protestas, incendio de neumáticos en el sector de Capotillo, en la parte norte de la ciudad. 
De barrios populares de Santo Domingo como Simón Bolívar, Cristo Rey, Gualey, Villa Juana y Villas Agrícolas, el movimiento pasó a Los Mina, Villa Duarte, Herrera y Los Alcarrizos y zonas aledañas, arropando para la media mañana toda la capital, con excepción de aquellos sectores del casco central y otros exclusivos habitados por las clases media alta y alta.
Ya para el mediodía se informaba de violentas protestas en ciudades y municipios de Santiago, San Francisco de Macorís, La Vega, Sánchez Ramírez, Salcedo, Puerto Plata, Valverde, San Juan de la Maguana, Barahona, San Cristóbal, Baní, San Pedro de Macorís, Higuey, La Romana, El Seibo y Hato Mayor, entre otros pueblos.
Para el martes 24 de abril, a través del uso de la fuerza y con armas de fuego, un número superior de fuerza militar salió a las calles a frenar la creciente violencia que alcanzó en las provincias del Cibao, Este y Sur del país, siendo esencialmente miembros de las Fuerzas Armadas quienes tomaron el control de la situación.

## Reacción del gobierno
Aunque en principio el Gobierno pensó que se trataba de un movimiento con dirección política dirigido a socavarlo, lo cierto es que la explosión social sorprendió a todos los grupos políticos, aunque en medio de la situación sí trataron de sacar provecho político en contra del gobierno del Partido Revolucionario Dominicano (PRD). 
Distintas versiones atribuyen al doctor José Francisco Peña Gómez, síndico del Distrito Nacional (1982-1986) y líder del PRD, haberse presentado al Palacio Nacional y advertirle al presidente Jorge Blanco que si no sacaba a las Fuerzas Armadas (Ejército Nacional, Marina de Guerra y Fuerza Aérea) de seguro lo tumbarían, ya que la Policía Nacional no podía contener las violentas protestas, aunque si apoyó públicamente las acciones de Jorge Blanco.
El entonces secretario de las Fuerzas Armadas, Manuel Antonio Cuervo Gómez, ordenó la movilización de las tropas élites de Constanza, conocidas como “Cazadores de Montaña” para que tomaran el control de los barrios de Santo Domingo.
Mediante rueda de prensa el miércoles 25 encabezada por el primer mandatario,  lo inició el jefe de las Fuerzas Armadas Ramiro Matos González, quien sostuvo en su labor de defender la independencia, integridad y el orden público, la Policía “mantenía un control total ante los sucesos violentos producidos en el país”.

## Censura
Una de las medidas adoptadas por el Gobierno, fue la salida del aire de algunas emisoras y una televisora, siendo una decisión ampliamente criticada, donde algunos medios recurrieron a la autocensura para evitar ser sacados del aire.
Los medios fueron Radio Popular, La Voz del Trópico y Tele-Inde Canal 13, bajo el amparo en el artículo 110 de la ley de Telecomunicaciones que prohibía las “informaciones contrarias a la seguridad del Estado y el orden público”.

## Consecuencias
Los tres días de enfrentamientos callejeros de abril de 1984 marcaron al gobierno y al PRD, perdiendo las elecciones presidenciales de 1986 y el juicio y apresamiento del expresidente Jorge Blanco.
Una poblada similar se produjo años más tarde en contra del gobierno de Carlos Andrés Pérez en Venezuela, (caracazo) lo que obligaría al FMI a abandonar la imposición de las del shock y a negociar reformas con los gobiernos. A partir de este momento empezó la devaluación del Peso dominicano. Las protestas llevaron al FMI a revisar su política para América Latina
Las protestas dejaron millones de pesos en pérdidas con saqueos de negocios, quemas de vehículos públicos y privados, bloqueos de carreteras y paralización de todas las actividades durante más de 72 horas.

## Campaña del gobierno
En medio de las protestas y el descontento social durante la “poblada de abril de 1984”,  una campaña publicitaria alardeaba en la prensa local de la “confianza” que tenía la población en el Gobierno.
La campaña consistió en tres ilustraciones publicadas los días 24, 25 y 27 de abril, en el periódico “El Nacional”, el cual  promocionaba al gobierno y el acuerdo al que había arribado con el Fondo Monetario Internacional (FMI), principal motivación de las intensas y violentas protestas que escenificaron los capitaleños en las calles el 23, 24 y 25 de ese mismo mes.
La primera fue publicada el 24 de abril ilustrada con una ama de casa que cuestionaba si tenía el gobierno la culpa de que “las cosas estén como están”. La segunda se publicó el 25 de abril, con la imagen de un obrero, iniciaba con la misma frase, agregando que “Sí, yo tengo confianza en el Gobierno, porque trabaja por nuestro presente y nuestro futuro”.
La última publicación fue el 27 de abril, encabezada por el mismo titular, con la imagen de una joven, haciendo referencia a la escolaridad y la creación de nuevas aulas y al desayuno escolar, con la frase ¡Yo tengo confianza en el Gobierno!.

## Muertes
Oficialmente las autoridades aceptaron que más de 125 personas murieron, pero fuentes de prensa de la época, aseguraban que los muertos superaban los 200, ya que las morgues de los hospitales no daban abasto, las emergencias de los hospitales estaban repletas de heridos y todas las dotaciones policiales y militares llenas de detenidos y golpeados.
Se informa que en el Distrito Nacional, los muertos registrados el día 23 fueron ocho, 33 heridos 1,448 detenidos. Mientras, en las provincias no se registraron muertos ese día, Solo con dos heridos y 402 detenidos.
Sin embargo, el 24, en el Distrito Nacional se registraron 13 muertos, 74 heridos y 752 detenidos. En provincias se registraron 16 muertos, 48 heridos y 1,756 personas con algún tipo de lesión. Según los datos oficiales, durante los días 23 y 24 de abril de 1984 se registraron 37 fallecidos, 157 heridos y 4,358 detenidos.